# خلف أنصار
خلف‌ أنصار هي قرية في مقاطعة ورزقان، إيران. عدد سكان هذه القرية هو 50 في سنة 2006.